# Чернітка тепуйська
Чернітка тепуйська (Myioborus castaneocapilla) — вид горобцеподібних птахів родини піснярових (Parulidae). Мешкає у Венесуелі, Гаяні і Бразилії. Раніше вважалася підвидом рудоголової чернітки.

## Опис
Довжина птаха становить 13 см. Довжина крила самця становить 6,2—7 см, довжина крила самиці 5,9-6,5 см. Голова оливково-коричнева, обличчя темне, на тімені рудувато-коричнева пляма. Верхня частина тіла оливково-коричнева. Крила і хвіст чорні, нижня частина тіла жовта, гузка біла. Лапи і дзьоб чорні.

## Підвиди
Виділяють три підвиди:
- M. c. castaneocapilla (Cabanis, 1849) — Гран-Сабана (південно-східна Венесуела, західна Гаяна і північна Бразилія);
- M. c. duidae Chapman, 1929 — Серро-Дуйда, Серро-Уачамакарі, Серро-Пару (центральна частина штату Амасонас), Серро-Хауа (південний захід штату Болівар);
- M. c. maguirei Phelps & Phelps Jr, 1961 — Серро-Ла-Небліна (південь штату Амасонас).

## Поширення і екологія
Тепуйські чернітки живуть у вологих тропічних гірських лісах тепуїв на висоті 1200-2200 м над рівнем моря. Це осілий вид по всьому ареалу.